# Протобаски
Протобаски (баск. Aitzineuskaldunak, исп. Protovascos, фр. Proto-Basques) — народ, населявший в период верхнего палеолита Франко-кантабрийский регион — так называемые баскские земли в северной Испании и юго-западной Франции и примыкающие к ним районы и говоривший на протобаскском языке (баск. Aitzineuskara, исп. protoeuskera, protovasco, фр. proto-basque).